# داویفرینگن
داویفرینگن (به آلمانی: Deufringen) یک منطقهٔ مسکونی در آلمان است که در ایدلینگن واقع شده‌است. داویفرینگن ۱٬۸۴۳ نفر جمعیت دارد.